# Pioneiros do Amanhã
Pioneiros do Amanhã (em árabe: رواد الغد) foi um controverso programa de televisão infantil palestino exibido pela Al-Aqsa TV, canal pertencente à organização palestina Hamas, que controla a Faixa de Gaza. Foi exibido pela primeira vez em 16 de abril de 2007, sendo transmitido às sextas feiras, até ser eventualmente retirado do ar em 11 de maio de 2007, devido às críticas contra seu conteúdo inflamatório, que inclui doutrinação, antissemitismo, antiamericanismo, antissionismo, extremismo islâmico, socialismo islâmico, supremacismo islâmico, proselitismo jihadístico, e outros temas antiocidentais e anti-caucasianos. Posteriormente o programa foi reintroduzido a programação de TV do Hamas.

## Sumário
Pioneiros do Amanhã é apresentado por Saraa Barhoum, uma garota de 12 anos vestida com trajes islâmicos palestinos. Inicialmente, ela foi acompanhada pelo rato Farfour ("borboleta", em árabe), um personagem similar ao Mickey Mouse.
O programa ensina as crianças a obedecer aos seus pais, escovar os dentes e a importância de tomar leite de manhã, mas também expoe e endoutrina em temas do fundamentalismo Islâmico ou relacionados com a causa palestina.
No episódio 5 (foi ao ar 22 de junho de 2007), Farfour é espancado até até a morte durante um interrogatório por um israelense que está tentando adquirir a chave e os títulos de "Tel al-Rabi", um povoado palestino de ficção que foi ocupada por israelenses e renomeado para Tel Aviv .  Farfour o chama de terrorista e é espancado até a morte. Após a morte do rato este foi substituído por seu primo Nahoul, semelhante com A Abelha Maia (personagem). Nahoul usa o mesmo tipo de discurso inflamado que Farfur, e assim como seu primo, Nahoul também teria "morrido" com o decorrer do show, por falta de tratamento médico. Em 8 de fevereiro de 2008 apareceu no programa o personagem Assad, semelhante ao Pernalonga, seu nome Assoud significa "Leão", já que segundo o mesmo "Um coelho é um termo para uma pessoa ruim e covarde. E, Assoud, vai acabar com os judeus e comê-los. ". Assoud foi visto morrendo em um hospital de Gaza depois de ser ferido em um ataque israelense, sendo trocado pelo Nassur, semelhante ao Ursinho Pooh (Esse permaneceu até o fim do programa).

## Controvérsia
O conteúdo programático foi difundido na media ocidental pelo YouTube e gerou crítica e polêmica. A Palestine Media Watch, um grupo israelense de análise de mídia, disse: "O programa Pioneiros do Amanhã doutrina as crianças palestinas com assuntos como uma suposta "supremacia Islamica", o ódio de Israel, o antiamericanismo e o antiocidentalismo.
Quando criticado, o Ministério da Informação palestino retirou o programa para examinar seu conteúdo.
A Walt Disney entrou em processo judicial contra o grupo islâmico Hamas, pelo uso de uma marca comercial da mesma, o Mickey Mouse, e pelo fato dele estar sendo usado para passar "esse tipo de mensagem".
Além das inúmeras criticas por seu conteúdo inflamatório já citado, o programa também recebeu muitas criticas por fazer apologia a violência com animais. Em um episódio a intitulada "Abelha Nahoul", visita um Zoológico, onde passa a torturar animais simplesmente para entreter crianças. Nesse episódio Nahoul descaradamente, balançou cruelmente um gato pela cauda, e depois da tortura ele diz "Vamos sair dessa jaula antes que alguém chegue". No mesmo episódio Nahoul também atira pedras em leões. Pessoas de todo mundo, principalmente a sociedade protetora dos animais, ficaram terrivelmente horrorizadas com tamanha crueldade e covardia contida no episódio.